# Agii Deka (Kreta)
Agii Deka (griechisch Άγιοι Δέκα (m. pl.), auch Agioi Deka „Heilige Zehn“) ist ein Dorf im Südwesten des Regionalbezirks Iraklio auf der griechischen Mittelmeerinsel Kreta. Es zählt 785 Einwohner (Volkszählung 2011) und ist Verwaltungssitz der Gemeinde Gortyna.
Das Dorf Agii Deka hat ein malerisches Siedlungszentrum in der fruchtbaren Messara-Ebene.
Die Historie von Agii Deka ist reichhaltig, die Ruinen der antiken Stadt Gortyn liegen unmittelbar westlich des Ortes. Gorty, eine Siedlung von bedeutender kultureller und historischer Relevanz, entwickelte sich ab der Minoischen Kultur und erreichte ihren Höhepunkt während der Römischen Herrschaft. Beim Bau der modernen Dorfhäuser verwendeten die Einwohner von Agii Deka zudem Baumaterialien aus dem antiken Gortys, darunter Ziersäulen und Marmorplatten. Es wird vermutet, dass sich an der Stelle des heutigen Dorfes Agii Deka ein Gortine-Friedhof befand.
Der Name des Dorfes lässt sich auf das Jahr 250 n. Chr. zurückführen, als zehn kretische Männer während der religiösen Verfolgungen unter dem römischen Kaiser Decius an diesem Ort den Märtyrertod erlitten. Die Bezeichnung „zehn Heilige“ wurde dem Dorf zur Ehre dieser mutigen christlichen Märtyrer verliehen. Eine Kirche aus dem 12. Jahrhundert wurde später an dieser Stelle errichtet und bildet heute das Zentrum des Dorfes mit einem historischen Platz. Am Rande des Dorfes befindet sich eine weitere, jüngere Kirche, die als Begräbnisstätte für religiöse Märtyrer dient. Agii Deka ist somit auch von religiöser Signifikanz, da es einst der Sitz des ersten kretischen Bischofs, des Heiligen Titus, des Schutzpatrons von Kreta, war.